# Pearl (poème)
Pour les articles homonymes, voir Pearl.
Pearl est un poème allitératif en moyen anglais écrit à la fin du XIVe siècle. Son auteur, surnommé le « Pearl Poet », est inconnu, mais on considère généralement, d'après son style et le dialecte qu'il emploie, qu'il est également l'auteur des poèmes Sire Gauvain et le chevalier vert, Patience et Cleanness.
Le manuscrit, Cotton Nero A.x, se trouve à la British Library. Il a été publié pour la première fois en 1864 par la Early English Text Society. La version moderne standard est celle d'E. V. Gordon, parue en 1953. La plus récente est parue en 2002.
Le poème est traduit pour la première fois en français en 2024 par Léo Carruthers, Professeur émérite de langue et littérature médiévales anglaises à l'Université Paris Sorbonne, qui formule notamment l'hypothèse que le texte aurait pu être rédigé à l'attention de Jean de Gand à la suite du décès en 1389 de sa petite fille Blanche du Portugal, et ce, alors qu'il séjournait régulièrement dans son château de Tutbury (Straffordshire), le dialecte du manuscrit étant identifié avec précision comme celui de la région.

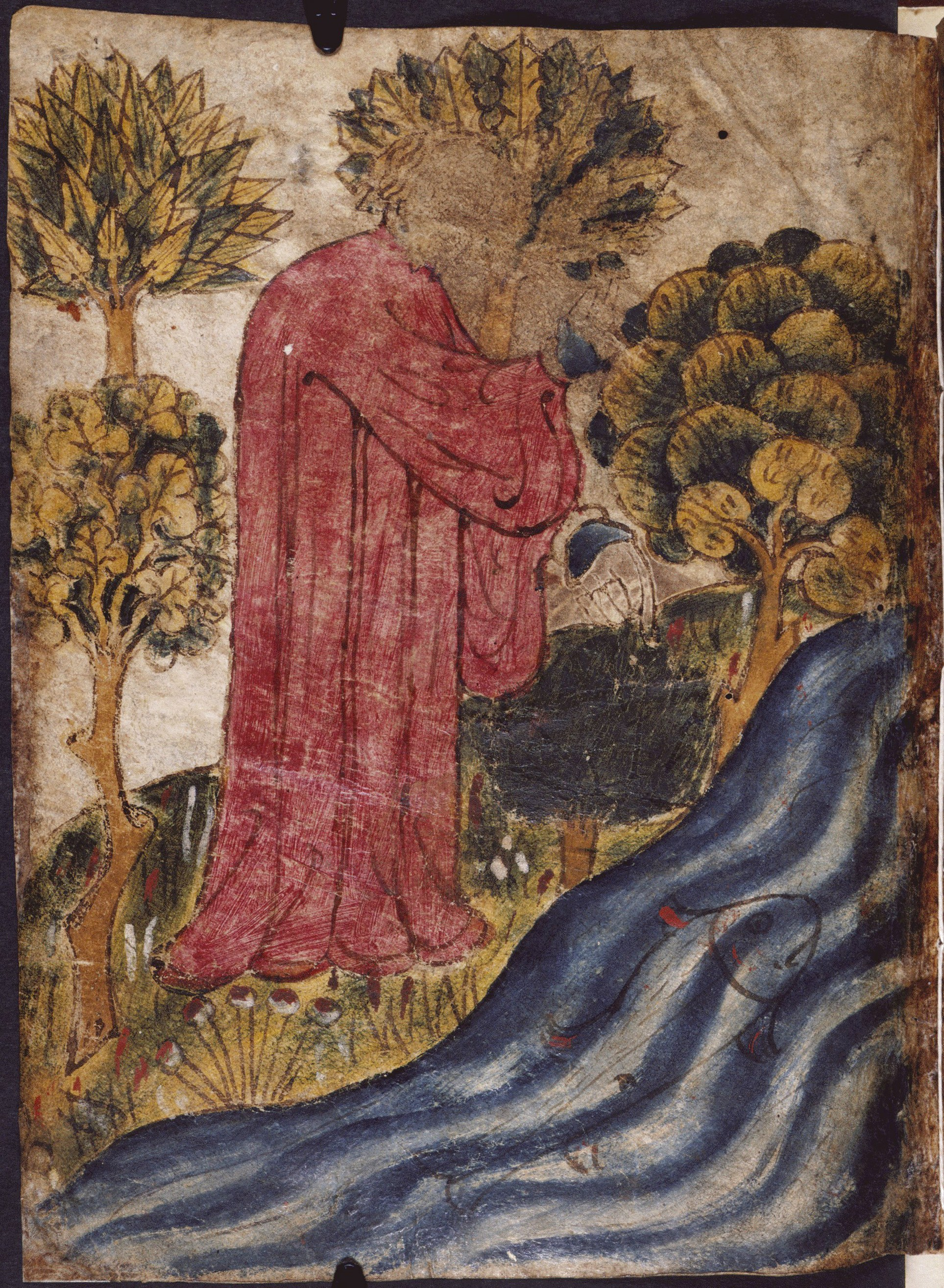
La deuxième des quatre illustrations du poème : le narrateur erre le long d'un cours d'eau.

De nombreux débats ont eu lieu depuis la première parution du poème, à la fin du XIXe siècle, afin de déterminer à quel genre il appartenait. Les premiers éditeurs, comme Morris, Gollancz et Osgood, tenaient pour acquis qu'il s'agissait d'une élégie pour la fille disparue du poète (qui aurait pu s'appeler Margaret, c'est-à-dire « perle »). Cependant, plusieurs critiques, parmi lesquels W. H. Schofield, R. M. Garrett et W. K. Greene, ont très rapidement pointé les défauts de cette supposition et cherché à établir une lecture allégorique définitive du poème. S'il est incontestable que le poème contient des éléments d'allégorie et de vision onirique, toutes les tentatives de ramener le symbolisme complexe du poème à une interprétation unique ont échoué. Des critiques plus récents considèrent le changement subtil de symbolique de la perle comme l'une des principales qualités du poème, reconnaissant que les aspects élégiaques et allégoriques du poème ne se contredisent aucunement, et que la signification allégorique complexe de la Pearl Maiden (« Vierge à la Perle ») n'est pas unique dans la littérature médiévale : elle possède plusieurs équivalents, la plus célèbre étant sans doute la Beatrice de Dante.
En plus de sa symbolique, Pearl est d'une très grande complexité formelle : un critique le décrit comme « le poème moyen anglais le plus extrêmement travaillé, à la construction la plus intriquée ». Il se compose de 101 stances de 12 vers chacune, rimant selon le schéma ABABABABBCBC. Les stances sont groupées en sections de cinq, hormis la XV, qui en comporte six, et chaque section est marquée d'une lettre majuscule dans le manuscrit. À l'intérieur de chaque section, les stances sont unies par la répétition d'un certain mot-« lien », qui est repris dans le premier vers de la section suivante. La « rondeur » du poème, souvent louée, est ainsi accentuée, et le dernier mot-lien est répété dans le premier vers de l'ensemble, unissant les deux extrémités du poème et produisant une structure elle-même circulaire. L'allitération est fréquemment utilisée, mais pas de façon systématique, et d'autres procédés poétiques complexes apparaissent également.

## Structure et contenu

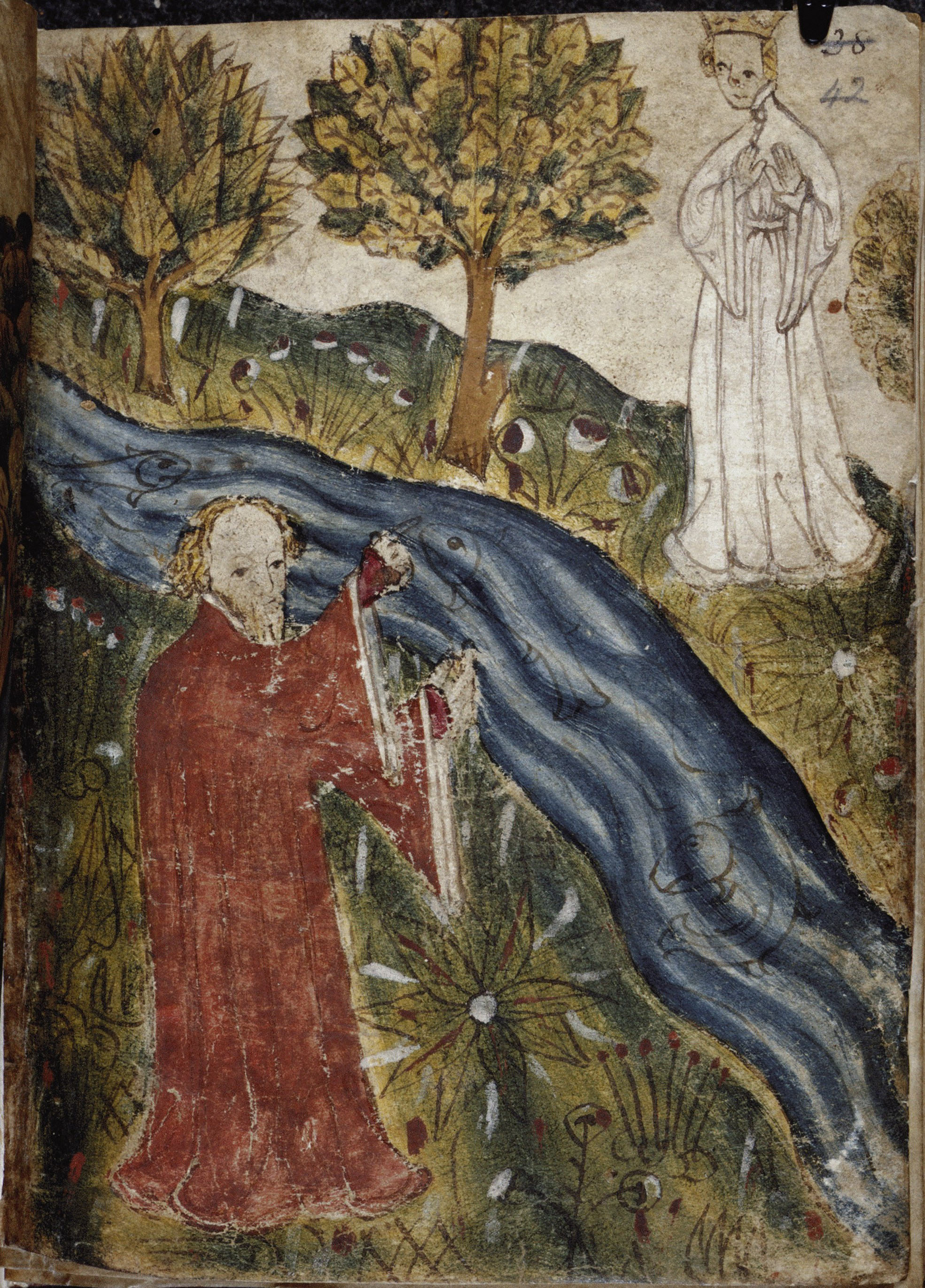
La troisième des quatre illustrations du poème : le narrateur rencontre sa Perle.

On peut diviser le poème en trois parties : une introduction, un dialogue entre les deux principaux personnages, et une description de la Jérusalem céleste avec l'éveil du narrateur.

### Introduction
Sections I-IV (stances 1-20)
Le narrateur, effondré par la perte de sa Pearl, s'endort dans un « erber grene » (« jardin vert ») et commence à rêver. Dans son rêve, il est transporté dans un jardin d'un autre monde. Errant le long d'un cours d'eau, il devient convaincu que le paradis se trouve sur l'autre rive. En cherchant un moyen de le franchir, il aperçoit une jeune fille qu'il reconnaît comme étant sa Pearl. Elle le salue.

### Dialogue
Sections V-VII (stances 21-35)
Lorsqu'il lui demande si elle est la perle qu'il a perdu, elle lui répond qu'il n'a rien perdu, que sa perle n'est qu'une rose qui s'est naturellement fanée. Il veut traverser pour la rejoindre, mais elle dit que ce n'est pas si simple, qu'il doit se résigner à la volonté et à la pitié de Dieu. Il l'interroge sur son état. Elle lui apprend que l'Agneau a fait d'elle Sa reine.
Sections VIII-XI (stances 36-60)
Il se demande si elle a remplacé Marie comme reine des Cieux. Elle répond que tous sont des membres égaux du corps du Christ et récite la parabole des ouvriers de la onzième heure. Il proteste contre l'idée que Dieu récompense chaque homme à égalité, indifféremment à son dû apparent. Elle répond que Dieu donne le même don de la rédemption du Christ à tous.
Sections XII-XV (stances 61-81)
Elle l'instruit sur divers aspects du péché, du repentir, de la grâce et de la rédemption. Elle porte la Perle de grand prix parce qu'elle a été lavée dans le sang de l'Agneau, et lui conseille de tout abandonner et d'acheter cette perle.

### Description et réveil
Sections XVI-XX (stances 82-101)
Il s'interroge sur la Jérusalem céleste ; elle lui répond qu'il s'agit de la cité de Dieu. Il demande à s'y rendre ; elle dit que Dieu l'interdit, mais qu'il est autorisé à la voir par une dispense particulière. Ils remontent le cours d'eau, et il voit la cité sur le fleuve, décrite en paraphrasant l'Apocalypse, ainsi qu'une procession des bénis. Désespérant de traverser, il plonge dans le fleuve et se réveille dans l'« erber ». Il résout alors d'accomplir la volonté de Dieu.

## Bibliographie

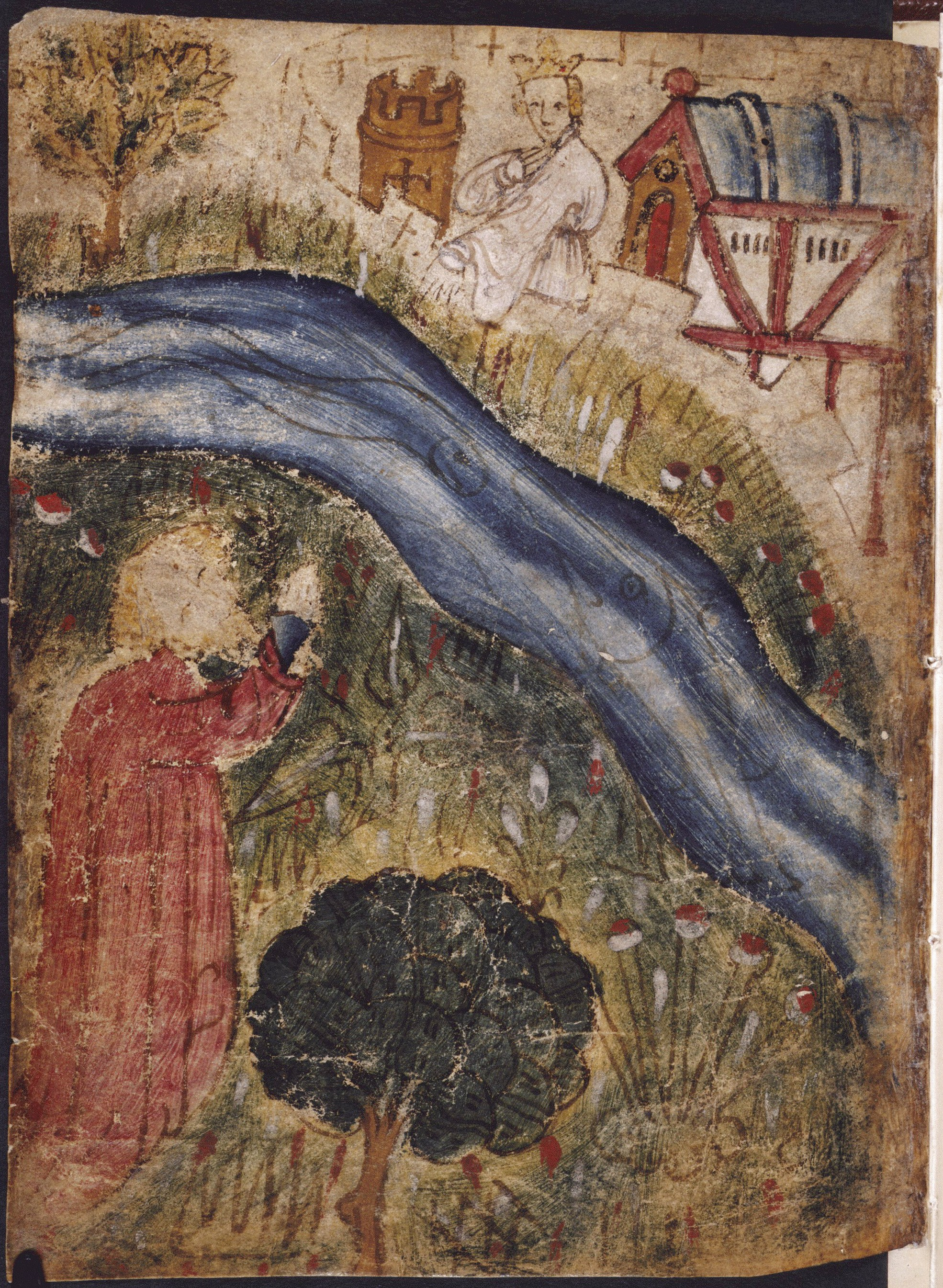
La dernière des quatre illustrations du poème : le narrateur aperçoit la Jérusalem céleste.

### Fac-similé
- Pearl, Cleanness, Patience and Sir Gawain, reproduced in facsimile from the unique MS. Cotton Nero A.x. in the British Museum, introduction de Sir Israel Gollancz, EETS OS 162, Londres, 1923

### Éditions
- Richard Morris (éd.), Early English Alliterative Poems, EETS o.S. 1, 1864 (révision 1869, réédition 1965)
- Sir Israel Gollancz (éd. et trad.), Pearl, Londres, 1891 (révision 1897, deuxième édition avec l'Olympia de Boccace 1921)
- Charles C. Osgood (éd.), The Pearl, Boston et Londres, 1906
- E. V. Gordon (éd.), Pearl, Oxford, 1953
- Sister Mary V. Hillmann (éd. et trad.), The Pearl, New York, 1961 (deuxième édition 1967)
- Charles Moorman (éd.), The Works of the 'Gawain'-Poet, Jackson, 1977
- A. C. Cawley et J. J. Anderson (éd.), Pearl, Cleanness, Patience, Sir Gawain and the Green Knight, Londres, 1978
- William Vantuono (éd.), The Pearl Poems: An Omnibus Edition, Garland Publishers, New York, 1984  (ISBN 0-8240-5451-2) Texte en moyen anglais et anglais moderne.
- Malcolm Andrew, Ronald Waldron et Clifford Peterson (éd.), The Poems of the Pearl Manuscript, University of California Press, Berkeley, 2002  (ISBN 0-85989-514-9)

### Traduction
- . Brian Stone, Medieval English Verse, Harmondsworth, 1964 Contient Patience et Pearl.
- John Gardner, The Complete Works of the Gawain Poet, Chicago, Londres et Amsterdam, 1965
- Margaret Williams, The Pearl-Poet: His Complete Works, New York, 1967
- Marie Borroff (trad.), Sir Gawain and the Green Knight; Patience; Pearl: verse translations, W. W. Norton & Company, New York, 1967
- J. R. R. Tolkien (trad.), Sir Gawain and the Green Knight, Pearl, and Sir Orfeo, Allen & Unwin, 1975
- Casey Finch, The Complete Works of the Gawain Poet, Berkeley, Los Angeles et Oxford, 1993 Contient un texte parallèle avec une édition antérieure de l'Andrew, Waldron et Peterson (voir plus haut).* Leo Carruthers (première traduction en français) Pearl/Perle suivi de Tolkien et Perle, Sorbonne université presses, 2024

### Commentaire et critique
- Ian Bishop, Pearl in its Setting: A Critical Study of the Structure and Meaning of the Middle English Poem, Oxford, 1968
- Robert J. Blanch (éd.), 'SG' and 'Pearl': Critical Essays, Bloomington, Indiana et Londres, 1966
- George Doherty Bond, The Pearl Poem: An Introduction and Interpretation, E. Mellen Press, Lewiston, 1991  (ISBN 0-88946-309-3)
- Robert J. Blanch, The Gawain Poems: A Reference Guide 1978-1993, Albany, 2000
- John M. Bowers, The Politics of 'Pearl': Court Poetry in the Age of Richard II, Cambridge, 2001
- John Conley (éd.), The Middle English 'Pearl': Critical Essays, Londres, 1970
- P. M. Kean, The Pearl: An Interpretation, Londres, 1967
- Kottler, Barnet, and Alan M. Markman, A Concordance to Five Middle English Poems: Cleanness, St Erkenwald, Sir Gawain and the Green Knight, Patience, Pearl, Pittsburg, 1966
- Charles Muscatine, « The 'Pearl' Poet: Style as Defense », in Poetry and Crisis in the Age of Chaucer, Londres, 1972
- Paul Piehler, « Pearl », in The Visionary Landscape: A Study in Medieval Allegory, Londres, 1971
- André Crépin, « Note sur l'éclat de la perle (Pearl, Poème du XIVe siècle) », in Culture et religion dans les pays anglophones, Paris, diffusion Didier-Erudition, 1996.
- Leo Carruthers, Introduction  (24 pages) et Postface sur Tolkien et Perle (13 pages), dans Pearl/Perle suivi de Tolkien et Perle Sorbonne université presses, 2024